# Randalica
Randalica ist eine Heavy-Metal-Band aus Dortmund. 

## Geschichte
Über die Band wurde erstmals im Oktober 1993 in der Musikzeitschrift Rock Hard im Rahmen einer parodistischen Beilage mit dem Titel Rock Fart berichtet. Der ursprüngliche Bericht über die damals fiktive Band bezeichnete den Stil Randalicas als Hardcore Punk und parodierte dabei die gängigen Genre-Klischees.
In der Folgezeit trafen jedoch in der Redaktion Nachfragen nach den fiktiven Veröffentlichungen ein, vor allem nach der Single Tote auffe Tanzfläche. Da die Band bis dahin ein reines Fantasieprodukt war, entschieden sich Rock-Hard-Herausgeber Holger „Ömmes“ Stratmann und Chefredakteur Götz „Sir Pommes“ Kühnemund dazu, doch unter dem Namen „Randalica“ Lieder aufzunehmen. Unter der Mitwirkung von Bobby „Doppelbob“ Schottkowski von Sodom entstanden besagte Single sowie das Album Knast, Tod oder Rock 'n' Roll, auf dem auch die zwei neu vertexteten Coverversionen Tore machen (Breaking the Law von Judas Priest) und Komm schon, fühl den Lärm (Cum on Feel the Noize von Slade) enthalten waren. Als weiterer Gast spielte darüber hinaus Pete Wells von Rose Tattoo ein Gitarrensolo ein. Das Album fand über das Label Steamhammer, ein Tochterlabel von SPV, den Weg in den regulären Handel und wies musikalisch nicht in die ursprünglich angegebene Hardcore-Richtung, sondern entsprach mehr dem Stil des klassischen Heavy Metal.
Im Jahr 1995 nahmen Randalica ein Cover des Sodom-Klassikers Outbreak of Evil unter dem Namen Ausbruch des Bösen mit deutschem Text auf, welches auf dem Sodom-Tributealbum Homage to the Gods und auf der limitierten Edition des 1999er Sodom-Albums Code Red zu finden ist. Randalica unternahmen danach keine weiteren Studio-Aktivitäten. In Ausgabe 200 des Rock Hard im Dezember 2003 wurde im Rahmen der Berichterstattung zum 20-jährigen Jubiläum der Zeitschrift erneut eine große Story über Randalica veröffentlicht, in der u. a. die tragischen Umstände ihres fiktiven „Wir-sind-wech!“-Abschiedskonzerts erläutert wurden.
Auf dem Rock Hard Festival 2006 absolvierten Randalica im Anschluss an das Konzert von Sodom schließlich einen kurzen Reunion-Auftritt in Originalbesetzung und ließen die bekannten Lieder noch einmal Revue passieren. Ursache dafür war, dass aufgrund des kurzfristigen Ausfalls des Auftritts von Celtic Frost die eingeplante Spielzeit frei geworden war. Randalica wurden dabei auch von den beiden Sodom-Mitgliedern Bobby „Doppelbob“ Schottkowski und Bernd „Bernemann“ Kost unterstützt. 2006 erschien auf der limitierten Edition der Best-of-CD Kein Blick zurück von In Extremo eine Coverversion des Titels Nur ihr allein mit neuem Text, der von Randalica beigesteuert wurde.

## Diskografie
- 1994: Tote auffe Tanzfläche (Single)
- 1995: Knast, Tod oder Rock 'n' Roll (Album)